# الخوش
الخوش إحدى قرى بارق الرئيسية، في الجنوب الغربي من المملكة العربية السعودية. تقع في شمالي إمارة بارق على مسافة 14 كيلاَ، بوادي حفية في الجهة الشمالية منه، وفي شرقي الحصمة، غرب حداب هتمان، شمال الخرباء، وجنوب الخالص. يقطنها نحو ألف وخمسمئة نسمة، وبها مشيخة مهاملة حميضة لدى آل مرشد.
بها دكاكين تجارية، ومحطات للوقود، ومركز رعاية صحية أولية، ومرصد جوي، وحديقة عامة ومصلى عيد. كما يوجد بها مدارس ابتدائية للبنين والبنات، ومتوسطة للبنات. وتعد الخوش من أمهات القرى وأقدمها، 
جاء عنها في معجم الجزيرة العربية (1970م) «الخوش الشمالية: قرية من قرى إمارة بارق الفرعية التابعة لإمارة منطقة أبها. تقع على ارتفاع 395 متراً فوق مستوى سطح البحر، ويقطنها من 500 إلى 2000 نسمة. وترتبط مع الطريق الرئيسي (جدة - أبها). وبالقرية مدرسة ودكان.» الخوش الجنوبية: قرية من قرى إمارة بارق الفرعية التابعة لإمارة منطقة أبها. تقع على ارتفاع 368 متراً فوق مستوى سطح البحر، ويقطنها 100 نسمة تقريباً. وترتبط مع الطريق الرئيسي (جدة - أبها/ جازان)، ولكن تحتاج إلى خمس دقائق للوصول من القرية إلى ذلك الطريق».

## التسمية
الخَوْش - بفتح أوله وسكون الواو بعدها شين معجمة - والخوش في اللغة الخاصرة من كل شيء، وهي جغرافياً في خاصرة وادي الحفية. والخوش أيضاً نبات يشبه نبت القطفة.

## طالع أيضًا
- المهاملة